# Juan Luis Martín Mengod
Juan Luis Martín y Mengod (Valencia, 1875 - ibídem, 29 de septiembre de 1918) fue un catedrático y periodista español.

## Biografía
Estudió en el Instituto y la Universidad de Valencia. Fue bachiller a los catorce años, abogado a los dieciocho y doctor en Derecho a los diecinueve. Tenía además la carrera de Filosofía y Letras y la de maestro superior.
Joven todavía, ejerció la profesión de abogado en Valencia durante doce años, y en la primavera de 1912 fue nombrado —mediante oposición— catedrático de Psicología, Lógica, Ética y Rudimentos de Derecho, del Instituto de Jerez de la Frontera. Ejerció también en Teruel y Castellón, hasta que logró cátedra en Valencia.
Desde su adolescencia defendió la causa carlista y desempeñó cargos en todas las entidades del tradicionalismo valenciano, entre ellos los de secretario y presidente de la Juventud, secretario del Círculo y miembro de las Juntas locales. Martín Mengod promovió iniciativas como un «impuesto para el fomento de los intereses legitimistas» y el plan de organización civil de las fuerzas tradicionalistas valencianas.

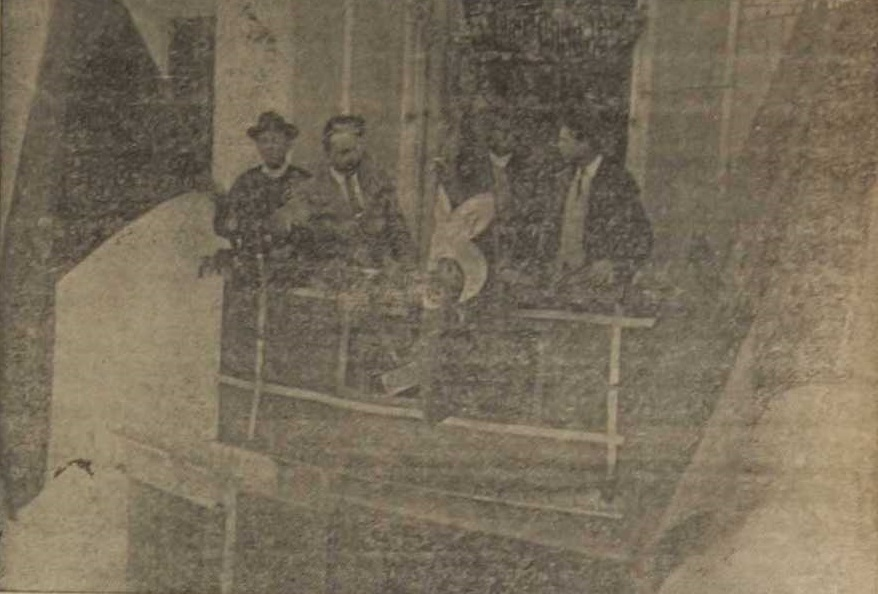
Juan Luis Martín Mengod pronunciando un discurso en el círculo tradicionalista de Meliana (1913).

Tomó parte en muchos de mítines, "aplechs" y reuniones políticas diversas, dando conferencias de propaganda en los círculos tradicionalistas de la región valenciana. Colaboró asimismo en numerosas publicaciones periódicas, especialmente en el semanario La Lucha, que atacó al republicanismo valenciano.
Al fundarse en 1911 el periódico jaimista Diario de Valencia, Martín Mengod se encargó de su dirección. Posteriormente dejó el cargo por tener que desempeñar su cátedra en varios institutos, pero volvería a ejercerlo años después. Fue un notable periodista carlista, que contó con el beneplácito de Don Jaime y las principales figuras del tradicionalismo.
Martín Mengod fue concejal y teniente de alcalde del Ayuntamiento de Valencia, oponiéndose a la mayoría republicana en el consistorio y en la prensa. Publicó varias obras, entre las que se destacó Lecciones de Derecho mercantil (1907), y dejó ultimada una Geografía Regional de Valencia y otro libro sobre cuestiones regionales. Escribió también varios folletos y prologó el libro de José Navarro Cabanes Apuntes bibliográficos de la prensa carlista (1917).
En su honor le fue dedicada en 1921 una calle en la ciudad de Valencia, anteriormente conocida como calle Platerías. En dicha calle se encuentra la casa en la que nació Martín Mengod, en cuya fachada fue instalada en 1922 una lápida en su memoria.

## Obras
- Lecciones elementales de Derecho mercantil (Valencia, 1907)[8]